# Dekefjellrantane
Dekefjellrantane är en bergstopp i Antarktis. Den ligger i Östantarktis. Norge gör anspråk på området. Toppen på Dekefjellrantane är 2 372 meter över havet.
Terrängen runt Dekefjellrantane är kuperad norrut, men söderut är den platt. Terrängen runt Dekefjellrantane sluttar norrut. Trakten är obefolkad. Det finns inga samhällen i närheten. 